# おおぐま座ウプシロン星
おおぐま座υ星（おおぐまざウプシロンせい、υ Ursae Majoris、υ UMa）は、おおぐま座にある恒星である。見かけの等級は3.8と、肉眼でみることができる明るさである。年周視差に基づいて太陽からの距離を計算すると、約115光年である。質量が小さい伴星を持つ連星で、主星はたて座δ型変光星でもある。

## 星系
おおぐま座υ星は、19世紀にオットー・フォン・シュトルーヴェによって二重星であることが確認された。対となる相手は、おおぐま座υ星から北西に12秒角離れたところにみえる12等星で、両者の相対位置は固有運動が大きい恒星であるにもかかわらず、1世紀以上にわたりわずかしか変化しておらず、これは固有運動が共通する真の連星であると考えられる。軌道要素はわかっていないが、離角からすると連星間距離は420 au以上に相当し、公転周期は5000年をくだらないと予想される。

## 性質
主星のおおぐま座υ星Aは、F型準巨星で、スペクトル型はF2 IVと分類される。表面の有効温度はおよそ7130 Kで、半径は太陽半径の2.8倍程度、質量は太陽の2.2倍程度と見積もられている。高速で自転しており、自転速度は124 km/s以上、自転周期は1.2日である。

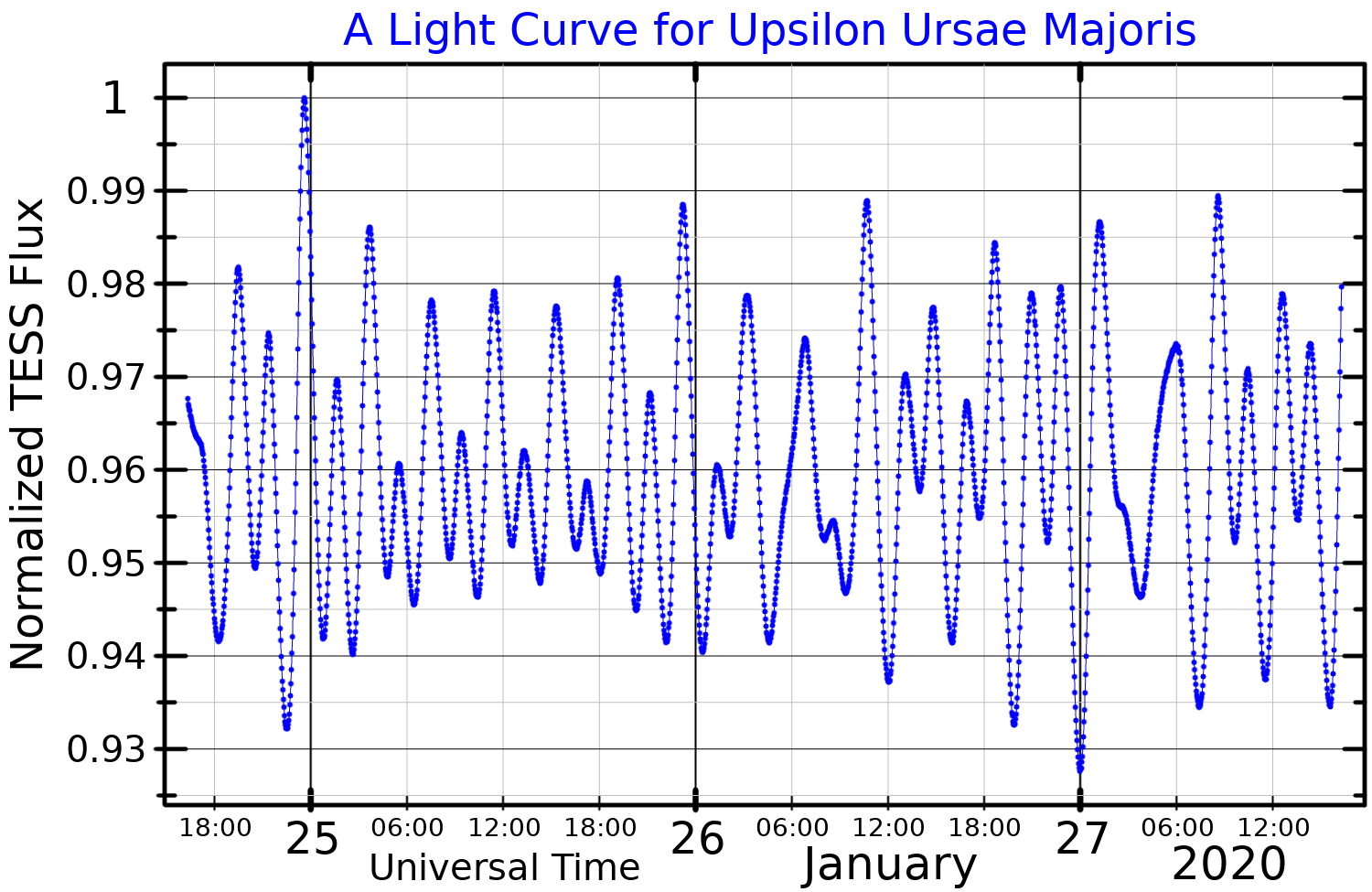
TESSの観測に基づくおおぐま座υ星の光度曲線。

おおぐま座υ星Aは、たて座δ型に分類される変光星である。1960年代に、ウィルソン山天文台とパロマー天文台で、明るいF型星の測光観測をする中で、短い周期の変光がみつかり、詳しい光度曲線を調べた結果、周期が0.1327日（3.18時間）で、0.1等級以下の変光をしていることが明らかになった。変光の振幅は、典型的には0.05等であるが、周期によって振幅が小さくない変化を示す。振幅が最も大きい変光は0.1327日周期だが、別の周期での変光も検出されている。
おおぐま座υ星Bは、質量が太陽の4割程度と予想され、スペクトル型はM0に分類される、おそらくは赤色矮星である。

## 名称
おおぐま座υ星は、アラビアではおおぐま座τ星、h星（23番星）、φ星、θ星、e星（18番星）、f星（15番星）と共に、泉を意味する al-ḥauḍ というアステリズムを形成していた。また、アメリカのアマチュア博物学者アレンによると、Sarīr Banāt al Na'ash（悲しむ者たちの玉座）というアステリズムであったともいわれる。ジェット推進研究所の研究速報に掲載された星表 “A Reduced Star Catalog Containing 537 Named Stars” では、Alhaud という固有名が7つの恒星に付与され、おおぐま座υ星はAlhaud VIとなっている。
中国ではおおぐま座υ星は、天の宮城における六官とその職務を表すとされる文昌（拼音: Wén Chāng）という星官を、おおぐま座φ星、θ星、15番星、18番星などと共に形成する。おおぐま座υ星自身は、文昌二（拼音: Wén Chāng èr）すなわち文昌の2番星といわれる。